# Acacia haematoma
Acacia haematoma é uma espécie de leguminosa do gênero Acacia, pertencente à família Fabaceae.